# Espinho, Bồ Đào Nha
Espinho là một huyện thuộc tỉnh Aveiro, Bồ Đào Nha. Huyện này có diện tích 21 km², dân số thời điểm năm 2001 là 33701 người.